# Sea skimming
Sea skimming er en teknik mange sømålsmissiler, som eksempelvis Harpoon eller Exocet, benytter for at undgå at blive detekteret ved hjælp af radar eller infrarøde sensorer på vej mod deres mål.

## Fremgangsmåde
Ved at flyve så lavt som praktisk muligt, hvilket næsten altid er under 50 meter og ofte i nærheden af fem meter, gør man det så svært som muligt at detektere missiler, der benytter sig af sea skimming.

## Fordele
Ved at flyve lavt over havoverfladen formindsker missilet afstanden, hvorved målet kan detektere missilet – ofte er der endda tale om en betydelige formindskninger af denne afstand i forhold til et missil, der ikke benytter sea skimming. Ved at flyve i en lavere højde betyder det, at missilet forbliver under målets radarhorisont i længere tid og gør missilet sværere at detektere på grund af naturlig baggrundsstøj fra havet og andet clutter. Succes for et sea skimming missil afhænger i virkelighedens verden af missilets radar- og infrarøde signatur samt målets evne til at opfange trusler på sine sensorer. Sea skimming kan barbere sekunder eller endda minutter af reaktionstiden fra et missil detekteres, til det engageres. Det betyder, at skibets forsvarssystemers reaktionstid måske ikke er nok til at engagere missilet, før det er for sent. Dette forhold gør, at missiler med sea skimming er noget sværere at forsvare sig imod end konventionelle missiler. Sea skimming kan også betyde en længere rækkevidde, da man hermed kan udnytte den såkaldte "ground effect".

## Ulemper
Ved at benytte sea skimming er der en risiko for, at missilet utilsigtet rammer vandet på grund af forhold som bølgegang, softwarefejl eller andre faktorer. Ved at benytte sea skimming forhindres missilet desuden i at bruge sin egen radar til at detektere målet, da mange af principperne ved at flyve lavt og undgå fjendens radar også gælder den modsatte vej. Derudover kræver sea skimming også større computerregnekraft til at holde missilet i en så lav højde over havet som muligt, hvilket forøger prisen på missiler, der kan sea skimme.

## Operativt
Det franskproducerede Exocet missil blev brugt af Argentina i Falklandskrigen (blandt andet ved sænkningen af HMS Sheffield), og da Irak (ved et uheld) engagerede den amerikanske fregat USS Stark i den Persiske Bugt under Iran-Irak-krigen. De argentinske piloter, der angreb HMS Sheffield, benyttede sig også af sea skimming med deres Super Étendard-jagere og steg kun et kort øjeblik for at bekræfte målets position med deres radarer, før de igen gik ned under radarhorisonten og affyrede deres missiler.